# Commonwealth Range
Commonwealth Range är en bergskedja i Antarktis. Den ligger i Östantarktis. Nya Zeeland gör anspråk på området.
Commonwealth Range sträcker sig 8,0 kilometer i sydostlig-nordvästlig riktning. Den högsta toppen är Mount Patrick, 2 316 meter över havet.
Topografiskt ingår följande toppar i Commonwealth Range:
- Mount Patrick
- Wedge Peak